# Tràcia oriental

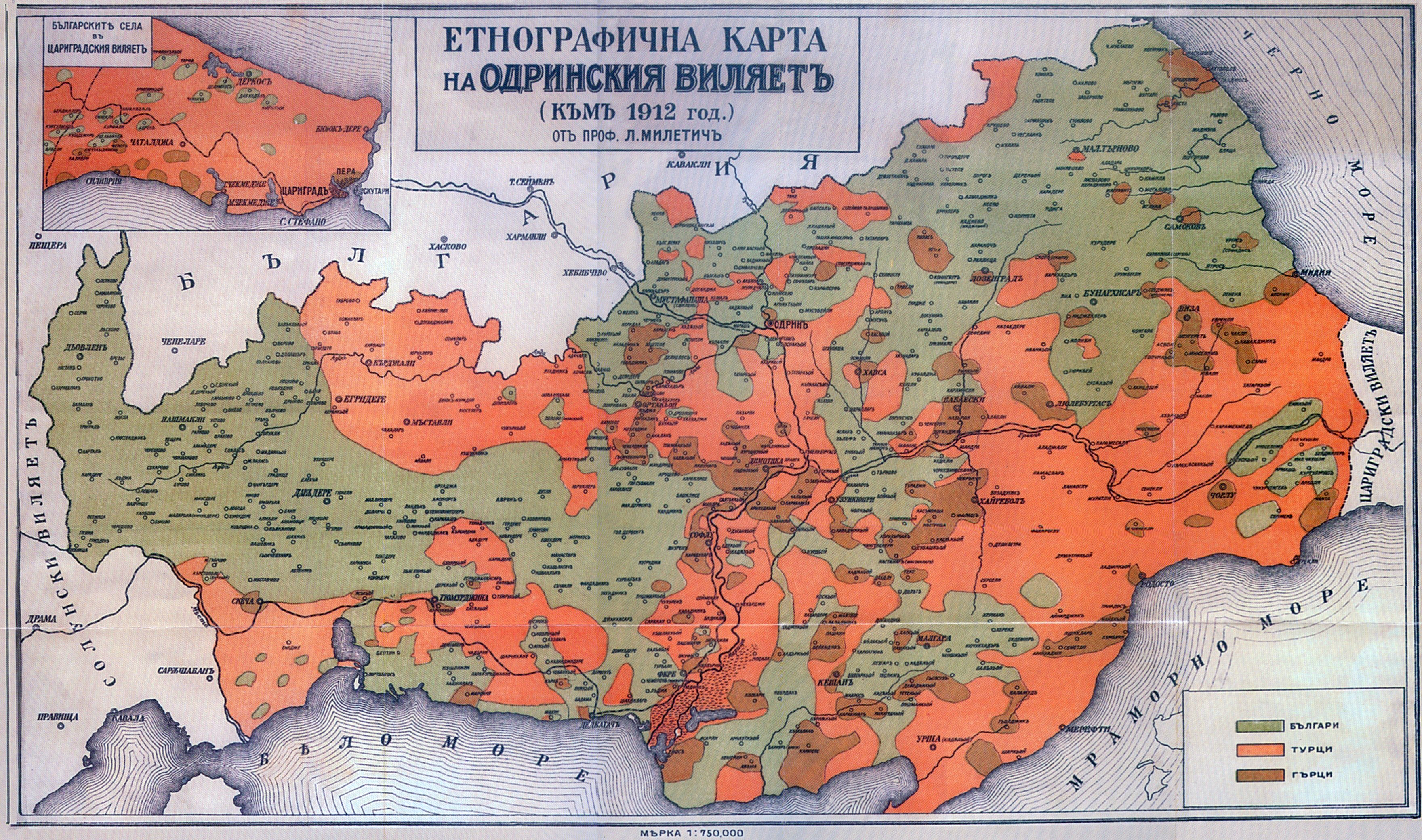
Etnografia de Tràcia oriental (1912) (verd = búlgars, taronja = turcs, marró = grecs).

La Tràcia oriental (turc Doğu Trakya o simplement Trakya; búlgar Източна Тракия, Iztochna Trakiya; grec Ανατολική Θράκη, Anatoliki Thraki), també coneguda com a Tràcia turca, és la part de Turquia que forma geogràficament part d'Europa, a la part oriental de la regió històrica de Tràcia. La Tràcia turca també rep el nom de Turquia europea. Aquesta zona inclou el centre històric d'Istanbul, així com les ciutats d'Edirne (la capital històrica del vilayet otomà que comprenia tota Tràcia), Tekirdağ, Çorlu, Lüleburgaz i Kırklareli.

## Províncies
La regió comprèn les tres il (províncies republicanes) d'Edirne, Kirklareli i Tekirdağ, junt amb les parts europees d'Istanbul i Çanakkale.
| Província                                       | Superfície (km²;) | Població (cens de 2008) | Densitat de població (per km²;) |
| ----------------------------------------------- | ----------------- | ----------------------- | ------------------------------- |
| Províncies anteriorment en el vilayet d'Edirne: |                   |                         |                                 |
| Edirne                                          | 6,279             | 394,644                 | 62.8                            |
| Kırklareli                                      | 6,550             | 336,942                 | 51.4                            |
| Tekirdağ                                        | 6,218             | 770,772                 | 123.9                           |
| Subtotal                                        | 19,047            | 1,502,358               | 78.8                            |
| Istanbul (part europea)                         | 3,421             | 8,232,849               | 2406.5                          |
| Çanakkale (part europea)                        | 1,296             | 64,268                  | 49.5                            |
| Total                                           | 23,764            | 9,799,745               | 824.7                           |